# 叠字符号
叠字符号用来表示重复的字符或单词。

## 中文
中国古代常用两横“𖿣”或两点“〻”作为重文号或省代号，其最早起源于中国商朝。如史颂鼎铭文中末尾的“子子孫孫寶用”，便使用了兩橫“𖿣”代替重複漢字，形如「子𖿣孫𖿣寶用」。Unicode象形文字编码为U+16FE3 𖿣 OLD CHINESE ITERATION MARK。
现时，很多人在手写时仍会非正式的使用叠字符号“々”来表示重复的汉字，如「謝謝」写作「謝々」。至少明治36年以后人们开始使用“々”。
台湾日治时期的遗迹也使用过「々」，如台语「天烏烏」写作「天烏々」或「天烏〃」，因为不是正写法，所以没有在正式文件中使用。现在还有「〃」和「²」的写法，如「谢〃」和「谢²」。

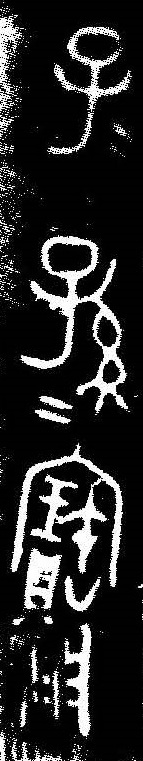
史颂鼎铭文拓片的局部
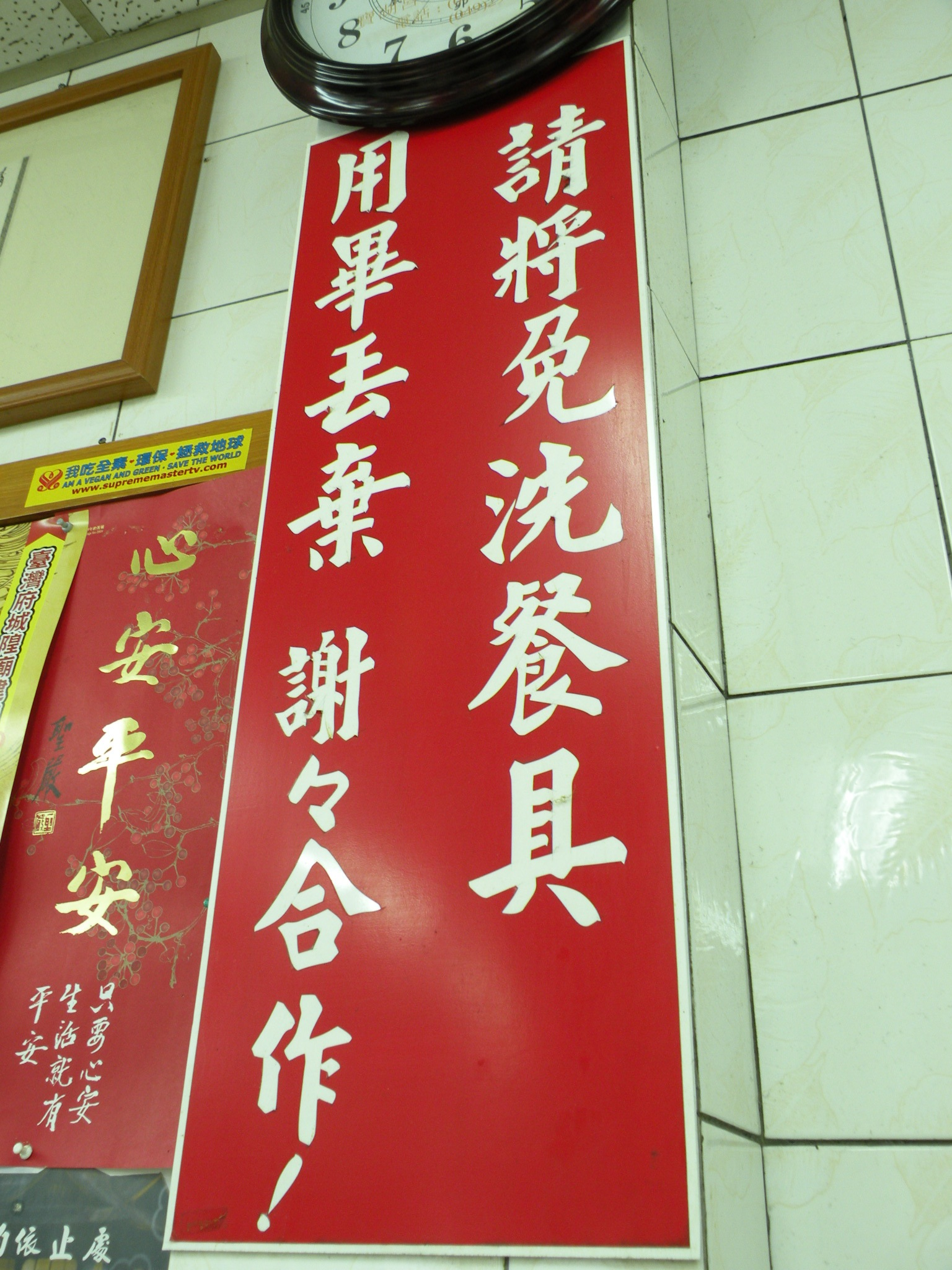
叠字符号在台湾的用例（臺南市某早餐店）

### 女書疊字符號
女書的疊字符號是U+16FE1 𖿡‎ NUSHU ITERATION MARK。

## 朝鮮文
朝鮮文的疊字符號稱為反覆符號（반복 부호），也偶見用「々」或「〻」。

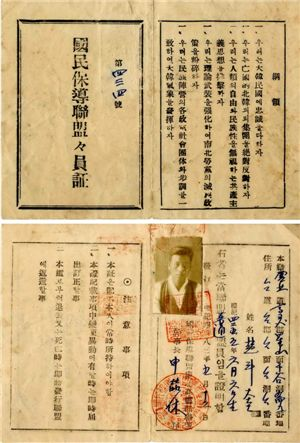
韓国的国民保導連盟盟員証（寫作「國民保導聯盟々員証」）
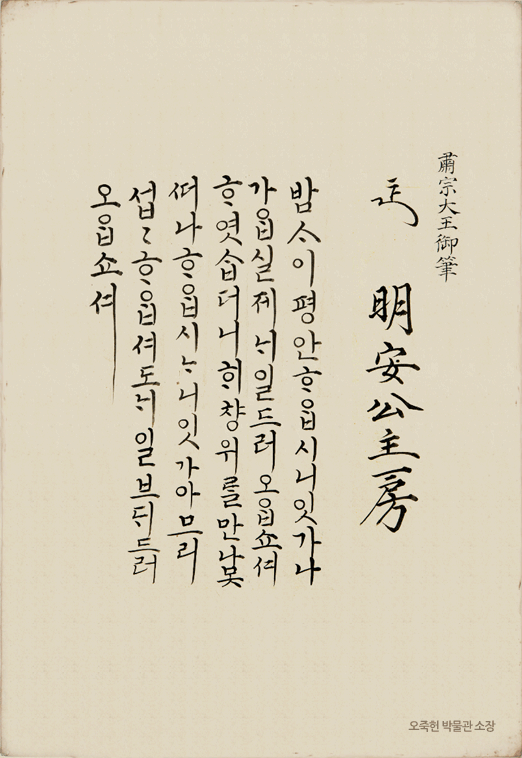
朝鮮肅宗御筆的諺文信件。（「（惜別的）」寫作）

## 日文
叠字符号（日语：／）「々」(同の字点／どうのじてん。因為看起來像是片假名的「ノ」加上「マ」，所以也稱為「ノマ」) 被認為是從「仝」（意為「同」）的草書轉化而來。是在日语中表示汉字（或假名）重复的符号。例如中的“々”表示与前面的重复，即。对于汉字、平假名、片假名这三种不同的书写系统，分别有不同的叠字符号与之对应。

### 汉字叠字符号
日文中使用“々”（U+3005）来表示汉字的重复，如：
但如果重复的汉字属于不同词汇，原则上不使用叠字符号，如：
不过也有例外，如。特别是婚礼和葬礼相关的情形，同样的汉字直接重复的话，会让人联想到再婚或者祸不单行，所以常会见到的写法。
而在竖排书写时，也会使用“〻”（U+303B）来作为叠字符号，但目前已不太常用。

### 假名叠字符号
对于平假名与片假名，则分别使用“ゝ”（U+309D）和“ヽ”（U+30FD）作为叠字符号。另外，还有“ゞ”（U+309E）和“ヾ”（U+30FE）用作有浊点时的叠字符号。这些符号近年已经甚少使用。如：
- →  （这里）
- →  （香蕉）
- →  （粘合）（促音写成“つ”的旧写法）

在一些专有名词中，现在仍然使用假名叠字符号。
- → （福泽谕吉、小幡笃次郎（日语：小幡篤次郎）合著书籍《劝学篇》）
- → （五十铃）

记录歌词时，若一个音重复演唱，则以叠字符号作为标记。如：
- （西泽爽作词、千昌夫演唱的演歌《焼けぼっくいに火がついた（日语：焼けぼっくいに火がついた）》，实际演唱时演唱了10遍）[5]

另外，在前一假名有浊点时，仍用“ゝ”表示无浊点的假名，用“ゞ”表示有浊点的假名，如：
- → （筒）
- → （京都茶渍饭）

### 多字符叠字符号

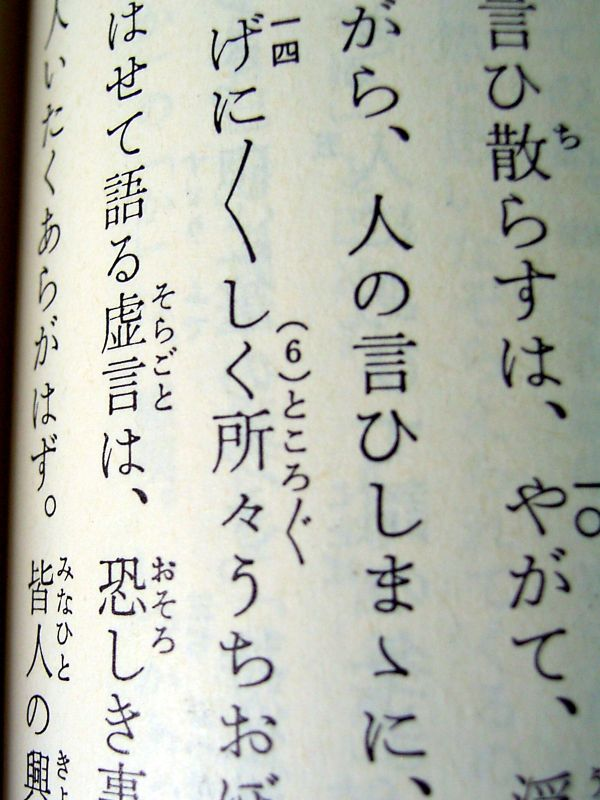
《徒然草》中使用的“〱”叠字符号

在竖排书写时，可以使用类似于平假名的符号“〱”（U+3031）、“〲”（U+3032），并拉长至多个字符的高度。在使用文字处理软件时，如果无法显示高度为两个字符的叠字符号，则通常将其分拆为“〳”（U+3033）与“〵”（U+3035）、“〴”（U+3034）与“〵”（U+3035）。如：
| ま あ ま あ | → | ま あ 〳 〵 |  | ど う し て ど う し て | → | ど う し て 〳 〵 |  | 見 る 見 る | → | 見 る 〳 〵 |

如果重复文字因连浊而较原先增加了浊点，则使用带浊音的叠字符号：
| し か じ か | → | し か 〴 〵 |  | 離 れ 離 れ | → | 離 れ 〴 〵 |

如果被重复文字以浊音开始，则不带浊音和带浊音的叠字符号都可使用：
| ボ ヤ ボ ヤ | → | ボ ヤ 〳 〵 | ボ ヤ 〴 〵 |  | ブ ラ ン ブ ラ ン | → | ブ ラ ン 〳 〵 | ブ ラ ン 〴 〵 |

如果文字重复3次，则连用2次叠字符号；如果文字重复4次，则被叠字符号和被重复文字交替使用：
| ト ン ト ン ト ン | → | ト ン 〳 〵 〳 〵 |  | ぐ ん ぐ ん ぐ ん ぐ ん | → | ぐ ん 〴 〵 ぐ ん 〴 〵 |

## 越南文
古代越南文在书写儒字和喃字时常用形似片假名的「ヒ」和「ヌ」作为叠字符号。2022年，越南汉喃复生委员会制定的常用标准汉喃表规定了其叠字符号的标准形为「ヌ」，但同时根据该委员会的说法，原则上不推荐在正式的文章中使用叠字符号。

## 西文
在西文裡，同上符号（一般借用引號，因其源於托斯卡納語的，「說」）代表一个重复的单词，仅用于非正式场合。例如，英文的同上符號為"或”（全形作〃）；德文的同上符號為„；法文的同上符號為»（加拿大）或―（法國）。

## 泰文
在泰语，mai yamok（ๆ）代表一个重复的单词。如同汉语，重复的单词表示强调。

## 古埃及语
古埃及语的象形文字，圣书体，使用如下符号来表示重复前字：
| O50 · Z4 |

  拉丁转写：sp sn，直译：“两次”。

## 悉昙文
悉昙文使用以下三个叠字符号，其实是𑖔的省略形式：
- U+115C6 𑗆 SIDDHAM REPETITION MARK-1，形似阿拉伯数字“2”。
- U+115C7 𑗇 SIDDHAM REPETITION MARK-2，形似平假名“ゆ”。
- U+115C8 𑗈 SIDDHAM REPETITION MARK-3，形似谚文“ㄹ”。

## 西夏文
西夏文有时使用形如“㇋”的符号做叠字符号，但不在印刷的文本中出现。Unicode收录其字于U+16FE0 𖿠 TANGUT ITERATION MARK。